# Рудник Алатаньга
Рудник Алатаньга — колишній гірничодобувний майданчик на сході Узбекистану.
Родовище Алатаньга виявили у 1949 році в південній частині Чаткальського хребта, у долині річки Алатаньга (правобережна частина сточища річки Ангрен (Ахангаран), що відділяє Чаткальський хребет від розташованого південніше Курамінського). На тлі розгортання радянської ядерної програми Алатаньга швидко ввели в розробку (відомо, що його передали під освоєння вже у 1951-му). Організаційно видобуток на Алатаньга провадив Рудник № 2 Підприємства № 22 (згодом Рудоуправління № 2) Комбінату № 6, що у 1967-му був перейменований на Ленінабадський гірничо-хімічний комбінат. Крім того, в 1958-му на протилежному лівому березі річки запустили рудник № 3.
Видобуток провадився підземним способом, при цьому гірський рельєф дозволив розкривати запаси за допомогою штолень, рознесених по висоті на кілька сотень метрів. Горизонти, розташовані під найнижчою штольнею, могли розкриватись за допомогою сліпих стовбурів. Також провадили вилужнювання бідних руд за допомогою сульфатної кислоти.
Руда проходила підготовку на збагачувальній фабриці рудоуправління в Янгіабаді, після чого спрямовувалась на гідрометалургійний завод у Чкаловську.
Розробка, що тривала до 1983 року, припинена у зв'язку з вичерпанням запасів. Є відомості, що запаси родовища Алатаньга становили 4500 тонн цільового компонента.
За результатами розробки накопичилось 634 тисячі тонн відвалів з підвищеним рівнем небезпеки.